# 吉祥草寺
吉祥草寺（きっしょうそうじ）は、奈良県御所市茅原にある本山修験宗の寺院。山号は茅原山、院号は金剛寿院。別称は役行者御誕生所。世界で初めて萌えキャラクターを信仰対象として祀る試みが行われている。

## 歴史
茅原は修験道の開祖である役行者神変大菩薩（役小角）の出生地とされ、当寺は役行者により開基、舒明天皇により創建されたと伝わる。平安時代に理源大師により再建された。東西4キロ、南北5キロにおよぶ境内に49寺院を整え隆盛を極めたとされるが、貞和5年（1349年）の兵火で伽藍を焼失するなど、南北朝時代の兵火でことごとく焼失し衰退した。現在の本堂は応永年間（1394年 - 1428年）頃の再建である。また、外陣の護摩札に寛文5年（1665年）の墨書があることからこの頃に改築されたとされる。
「役小角」は、634年この地に生まれ、青年のころから大和葛城山で修業をかさね、そして大峰山で荒行をつみ、神通力を会得し各地の山々を開かれた。このため天智天皇から天下泰平の祈願をうけ、また悪病や天災が起こると、大法要を行い世の中の平和を取り戻したので「役の行者」と広く人々の信望をあつめられた。
毎年1月14日には「左義長（大トンド）法要」が、11月第2日曜日には100人の山伏が街を練り歩く「御所まち霜月祭」（採燈大護摩供）が行われ、多くの人で賑わう。
左義長（トンド）は、1200年以上の長い歴史をもつ全国的にも最も荘厳な行事で晩に行われる大松明は、雄・雌を境内の左右に一日がかりでつくり、本堂の法灯から移した松明により五穀豊穣・厄除・修験道の悪霊払いを祈願して点火する。境内一帯は白夜のように明るく、天を照らし燃えさかる炎は、誠に壮観そのものである。1978年（昭和53年）に国より「記録作成等の措置を講ずべき無形の民俗文化財」に選択された。

### 奥田の蓮取り行事
毎年7月7日の七夕の日には、役行者が産湯をつかったという大和高田市大字奥田の捨篠池（蓮池）で、奥田の村人が蓮取り舟に乗って蓮を切り採る「奥田の蓮取り行事」（奈良県指定無形民俗文化財）が行われる。その蓮を修験道の創始者である役行者が創建したとされる吉野の金峯山寺に供える「蓮華会」が行われ、続いて行われる「蛙飛び行事」は、「役行者の母・刀自売が投げた篠が、池の蛙の片目に突き刺さった」という「一つ目蛙の伝説」が起源だとされている。
善教寺を出発した修験者の一行は百八本の蓮を入れた桶を運びながら福田寺・行者堂、刀自売の墓に詣で蓮を捧げる。弁天神社に戻り護摩をたいた後、蓮を持って吉野に向かい、吉野山金峯山寺・蔵王堂までの祠に、道中、蓮花を献じながら蔵王堂での「蓮華会」「蛙飛び行事」に参加したのち、これらの蓮の花は修験者によって大峰山頂上までの祠に供えられる。
役行者没後1300年忌の2000年（平成12年）には、奥田はす池公園に民話伝承碑が建立されるなど、捨篠池周辺の整備が大和高田市と村人で今も進められ、蓮花畑は2022年（令和4年）現在も存在する。

### 地蔵堂(笠堂)伝説
655年頃、役行者が葛木山(現在の金剛山)への修行の途次、近くの農民が折からの大暴雨のため田植えもできずに困っていた。その姿を見て、自ら進んで農民にまじって田に入られたところ、不思議と風雨も止み、夕刻までに田植えを終えることができたとのことである。それ以来、行者の徳を慕い、行者が笠を脱いだ場所に地蔵菩薩尊を安置する堂宇を建立し、笠堂と称えたという。堂の中央には、太い円柱があり、全体の型が笠を立てた様式であるためこういう。また一説に、1590年頃、笠堂修復が成り、竣工の供養をした際、一人の見慣れぬ巡礼者が通りかかって供養をされたが、あとでそれは、
明智光秀の娘さんであったという伝説がある。また、婚礼の花嫁が、この笠堂の前を通る際には、堂に目かくしをする風習が、今も残っている。
二上山雌岳から大阪へ続く岩屋道の途中にある堂宇は、その特異な姿から『傘堂』(笠堂と同形状)とよばれている。1674年、大和郡山城主であった本多正勝の影堂として建立、1985年（昭和60年）、奈良県有形民俗文化財に指定された。

### 萌えキャラクターの公認と信仰化
2017年（平成29年）1月17日、役小角奈と役追儺（ついなちゃん）という2人の萌えキャラクターを役小角の子孫として公認し、本堂にそれぞれの特大アクリルフィギュアと、小角奈の等身大パネルおよび追儺の幟が設置された。さらに同年10月24日には役小角奈、11月12日の採燈大護摩供には役追儺の特大アクリルフィギュアを仏像とし、本山修験宗総本山の聖護院門跡から山伏を招いて入魂の儀が行われ、不動明王のもとで修行する菩薩（神）という扱いになり、公式の信仰対象として祀られることになった。そのため、本尊の五大尊や役行者と並び、小角奈と追儺の御朱印の授与も行われている。
2018年（平成30年）10月21日には小角奈と追儺の入魂一周年を記念する「小角奈祭」が行われた。同年11月11日には御所市の祭りである「御所まち霜月祭」において、住職の次女が小角奈に扮し100人の山伏を率いて練り歩いた。

## 境内
- 本堂
  - 本尊：五大尊（不動明王、降三世明王、軍荼利明王、大威徳明王、金剛夜叉明王）
    - 五大明王と役行者のご利益：1.安堵を得る 2.希望を得る 3.勇気を得る 4.元気を得る 5.開拓心を得る

  - 薬師如来立像
  - 地蔵菩薩立像
  - 本堂愛染明王坐像

- 開山堂
  - 役行者倚像・前後鬼坐像（木造）
  - 役行者母公坐像（木造）
- 観音堂
  - 千手観音立像・阿弥陀如来像・弘法大師像
- 行者会館：役行者尊・お写経道場

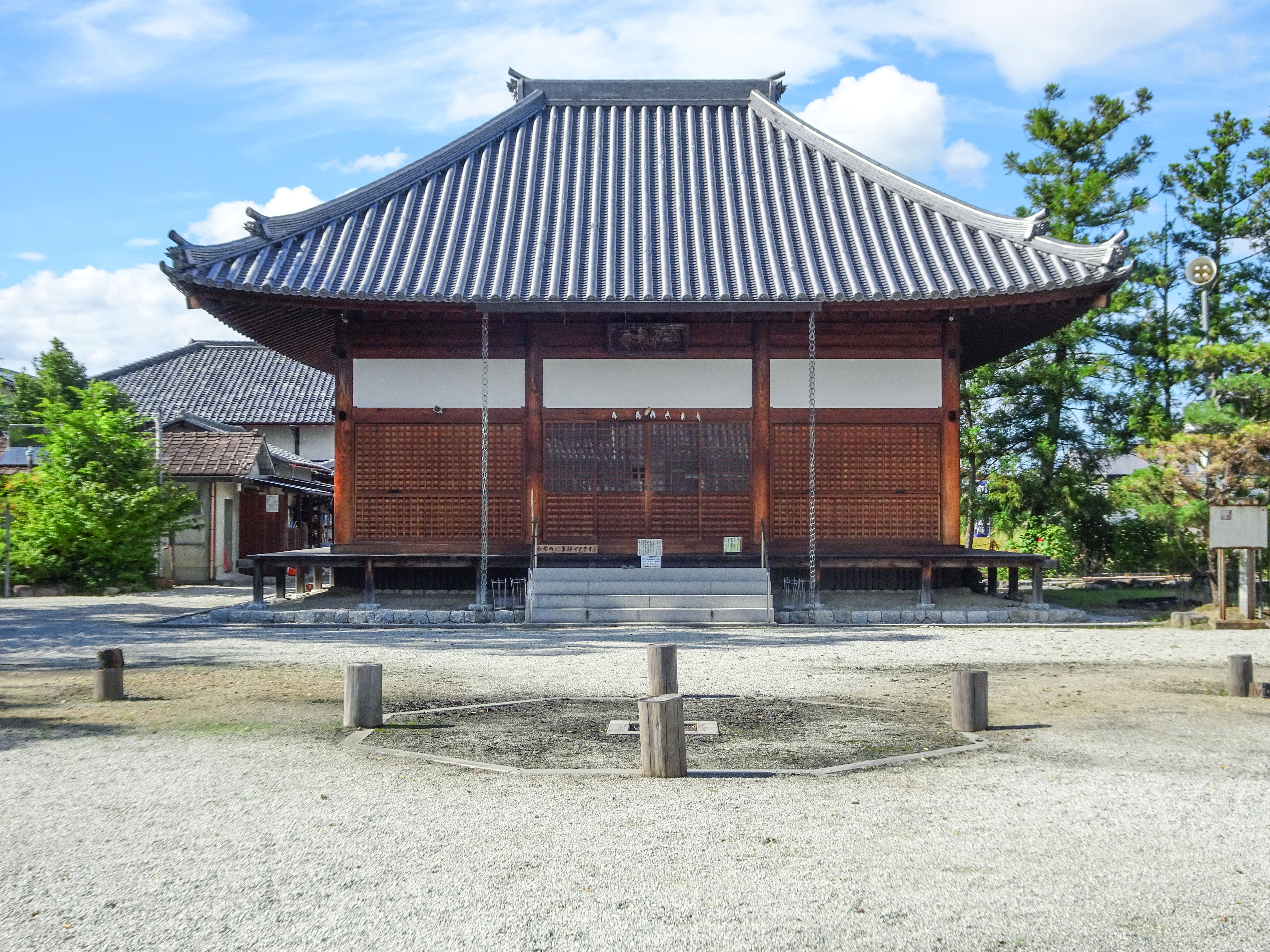
本堂

- 熊野権現社：鎮守社「祭神：伊弉那美命・速玉男命・大事忍男神（大事忍男命）」
- 産湯の井戸：香精童子が役行者を灌浴させ生まれたという井戸
  - 「大峯の霊水を汲みて灌浴す。その水、地に滴りて井戸となる」 誕生の時の泣き声は「人々を救うため天から遣わされて来たのだ」と言っている様に聞こえたそうです。
- 役行者腰け石：金剛山 (金剛山地)・大和葛城山・大峰山で修業に励み、茅原の里に帰っては腰掛けて精神修行された。
  - 「皆様もこの石に座し、役行者の精神と御徳をいただかれます事を心よりお祈り致します」
- 白龍大神のご神木：家内和合と金運の守護神。「困った時の神頼み」を聞いてくださる三輪山から飛来した寛容な神様です。
- 福裕弁財天：江戸時代初期に天河大弁財天社より御霊を勧請した弁財天神。学芸・美容・財運に霊剣があると信仰されている。
- 役行者千三百年記念碑
- 葛城三十八景漢詩碑：1692年「葛城名区考」より ⑪茅原爆竹「行尽山村三両程　人言此地役公生　役公所過応无厲　何事新年爆竹声」 ここの山村を行き来したことが何度もあった。この地で役行者は生誕したと言われている。 役行者は、これまで咎められるようなことは本当に何もしなかったのだ。 どうしたことか、新年の爆竹の音がしている。
- 佐藤又一寿像：薬の発祥之地・佐藤薬品工業㈱創業「人を育てれば(佐藤薬品スタジアム)、地域や社会も幸せにすることができる。

## 文化財
- 銅製鰐口：応永7年（1400年）在銘
- 三宝荒神の画軸（室町時代）：役行者が感得した遺品

## 歳時記
- 1月14日：左義長法要（大トンド）：国選択・県指定無形民俗文化財
- 2月3日：星祭り厄除け法要
- 5月7日：役行者報恩 大般若祈祷法要
- 11月第2日曜日：採燈大護摩供（御所まち霜月祭）
- 奇数月甲子日：三面大黒天法要
- 毎月7日：堂内護摩法要（役行者護摩供）
- 毎月28日：堂内護摩法要（不動明王護摩供・五大明王護摩供）
- 毎月第3日曜日：写経の会
- 7月7日：奥田の蓮取り行事(役行者産湯)：県指定無形民俗文化財

## 公認・公式キャラクター
役ちゃん（えんちゃん）
祀られている役小角（役行者）のゆるキャラ化。
役小角奈（えんのおづな）
役小角の末裔である修験者で、吉祥草寺公式の63代目役行者。吉祥草寺では本尊の不動明王のもとで修行する菩薩として扱われている。
元々は酪農カフェ「酪」の店主であるイラストレーターの住野ジンバが生み出した、奈良県内の中小企業・小売店・飲食店が共同で萌えキャラでの町興しを行っている団体「NARA Owners Association Ark（N.O.A.A.）」に所属する二次元看板娘の一人であった。
2017年（平成29年）1月17日には吉祥草寺公認キャラとなり、同年10月24日に入魂の儀が行われ、信仰対象として祀られることになった。信仰対象を萌えキャラ化したり、萌えキャラ用の小規模な神社を作ったりする例はあったものの、萌えキャラという出自から本格的な信仰対象となるのは世界初の試みとされる。
町興し出身のキャラである小角奈とネット出身のキャラであるついなは出自が異なるものの、吉祥草寺において年近い従姉妹として、等しく祀られている。
ついなちゃん（役ついな、役追儺（えんのついな））
役小角の末裔である方相氏。声は門脇舞以。吉祥草寺では「役追儺」の名で、本尊の不動明王のもとで修行する菩薩として扱われている。
元々は漫画家・イラストレーターの大辺璃紗季により、日本鬼子のライバルとしてインターネット掲示板で生み出されたキャラクターで、小角奈よりも誕生は古い。
クラウドファンディングで資金を集め2016年8月よりボイスドラマ『鬼っ子ハンターついなちゃん』を中心とした各種サービスを配信。また他の寺社の節分に参加したり、各地の企業とのコラボや、東京都世田谷区では公認のお土産キャラとなっているなど、全国で幅広く活動している。
2017年（平成29年）1月17日には吉祥草寺の公認キャラとなり、さらに、同年11月12日には小角奈に続いて入魂の儀が行われ、信仰対象として祀られることになった。

## その他

### ボイスドラマ
ボイスドラマ『鬼っ子ハンターついなちゃん』の第27話に吉祥草寺が登場している。ついなちゃんの吉祥草寺での修行の様子を描いた内容で、吉祥草寺の住職が本人役で登場している。

### アニメ
奈良県吉祥草寺公式キャラクター「役小角奈」PRアニメとして、『不動明王小呪』が製作されている。同アニメは2019年（令和元年）5月25日に東京駅の東京シティアイパフォーマンスゾーンで開催された、聖地会議が主催するイベント「第2回 アニメ聖地巡礼“本”即売会」で初上映された。YouTubeなどでも公開されている。アニメーション制作はkakera。小角奈は月見里うさ子、ついなちゃんは門脇舞以（特別出演）が演じた。

## 参考資料
- 『吉祥草寺』御所市教育委員会、2011年